# Фарах (провинция)
Фара́х (пушту ‎и дари فراه — Farāh) — провинция на западе Афганистана у иранской границы. На севере граничит с провинцией Герат, на юге и юго-востоке — с провинциями Нимроз и Гильменд.

## Районы
- Анар Дара
- Бала Булук
- Баква
- Гулистан
- Кала-и-Ках
- Кхаки Сафед
- Лаш Ва Жувайн
- Пур Чаман
- Пушт Род
- Фарах
- Шиб Кох